# Ouratea yapacana
Ouratea yapacana är en tvåhjärtbladig växtart som beskrevs av C. Sastre. Ouratea yapacana ingår i släktet Ouratea och familjen Ochnaceae. Inga underarter finns listade i Catalogue of Life.